# 番組小学校
番組小学校（ばんぐみしょうがっこう）は、明治維新後の1869年（明治2年）、京都の町衆たちの手によって、当時の住民自治組織であった「番組（町組）」を単位として京都（当時の上京と下京）に創設された、64の小学校を指す。
これらの小学校は、1872年（明治5年）の、国家による学校制度（学制）の創設に先立つ、日本で最初の学区制小学校であった。

## 概要

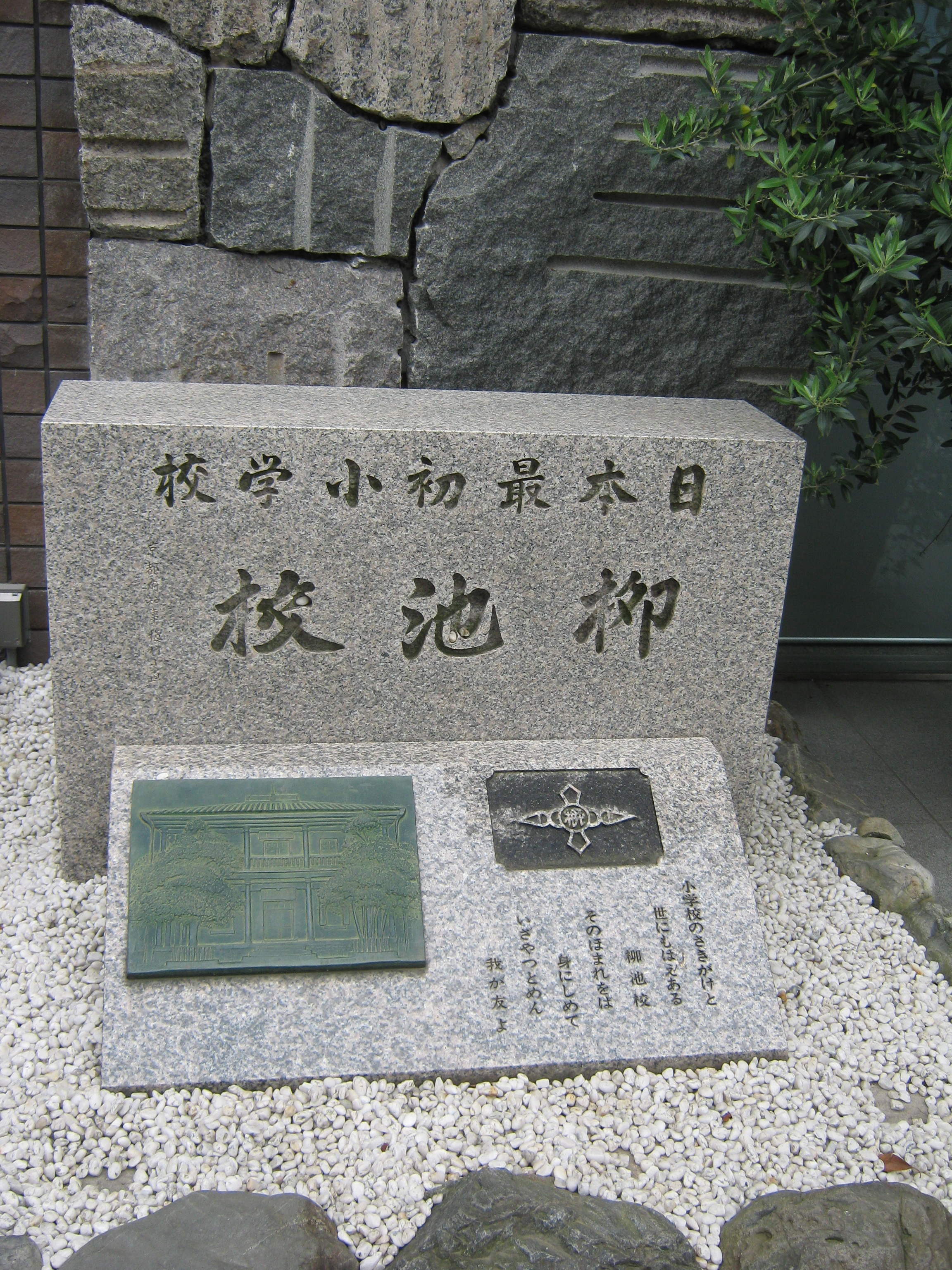
日本初の近代小学校とされている柳池校の記念碑 京都御池中学校の敷地内に立つ。

近世、京都には「町組」という住民自治の組織があったが、明治維新の前後に町組は「上京（下京）○○番組」という通し番号のついた地域的なまとまりを持つ組織に再編され、「番組」と呼ばれるようになった。
1869年（明治2年）には、27程度の町を1番組として、上京に33の番組、下京に32の番組、合計65（同年、下京で1番組が分離し、番組の数は66となった。）に再編されるとともに、1つの番組に対して自治会所機能を併せ持つ小学校が1つ作られることになり、同年中に64校の小学校が開校された。（番組の数が66であるのに対して、小学校数が64校なのは、番組2つで1つの小学校を設置したところが2箇所あったため。）
京都府は、各番組に対して、新築校舎の模範設計を示している。校舎は2階建てであり、1階中央の玄関を入ると、左右に大小の差のある男女の筆道場が配置されている。2階には広間の講堂、出勤場（職員室）、算術教室が置かれた。建設費は、各番組に対して、京都府から800円が貸与され、半額が無利子の10年年賦で返済の予定とされたが、実態は番組ごとに異なっていた。また、各番組の全戸別に対して、半年に1分の軒金が課せられ、有志による寄付と合わせて、恒久的な運営費に充当するものとされた。番組によっては、「上(下)京○○番会社」を設立して、資金運用に当てたところもあった。
1870年（明治3年）正月、各番組小学校において「稽古はじめ」式が催され、授業が開始された。京都府が作成した式次第によれば、孔子と菅原道真の2学神像が祀られたという。京都市学校歴史博物館には、下京七番組小学校の像が展示されている。授業科目は、「句読」「暗誦」「習字」「算術」の4科であった。
この番組は1872年（明治5年）には「区」として再編され、さらに1879年（明治12年）郡区町村編制法により上京区・下京区が置かれると、「組」と改められた。
市制によって誕生した京都市が、1892年（明治25年）に学区制度を確立。番組をルーツとする学区は、1893年（明治26年）に上京区28学区、下京区32学区となり、この形は1941年（昭和16年）の国民学校令により学区による小学校の運営が廃止されるまで存続した。
その後、戦後の学制改革によりり、もとの小学校を新制中学の校舎に利用するなどによって小学校の通学区の変化があったが、戦前の学区制度廃止前の学区は「元学区」という住民自治の単位として現在も生き残っている。
多くが少子化により統廃合されたが、建物は公共施設やホテルなどに利用されている。学校跡地の民間利用は原則、京都市からの敷地貸付（建物は譲渡）により実施されている。

## 番組小学校と元学区、現在の校名等の対応
番組小学校の学校名は、当初「上京第○○番組小学校」などと番組名を用いて名付けられたが、その後地域の歴史に基づくものや、中国の古典に基づくものに改称され、その名称は元学区の名称に継承されている。
1869年（明治2年）の番組名と元学区の名称および各番組小学校の学制改革後の校名の対応は以下のとおり。複数の番組が1つの学区となっているのは、当初2つの番組で1つの小学校を設立したり、後に学校の統廃合を行ったりしたところがあるためである。なお、番組小学校が設置された区域の元学区は、「学区」が置かれた1892年（明治25年）にはほぼ現在の範囲になっており、名称は1929年（昭和4年）に学校名に変更された。

### 番組小学校と元学区、現在の校名等の対応表
| 番組名 | 番組名   | 元学区 | 元学区       | 学制改革後の校名 （→ 統合先校名）                                    | 統合後の校地活用                                                                                                   |
| 番組名 | 番組名   | 名称   | ふりがな     | 学制改革後の校名 （→ 統合先校名）                                    | 統合後の校地活用                                                                                                   |
| ------ | -------- | ------ | ------------ | -------------------------------------------------------------------- | --- |
| 上京   | 第1番組  | 乾隆   | けんりゅう   | 京都市立乾隆小学校                                                   | （現在も小学校）                                                                                                   |
| 上京   | 第2番組  | 成逸   | せいいつ     | 京都市立成逸小学校 （→京都市立西陣中央小学校）                       | 京都市立北総合支援学校 成逸老人デイサービスセンター 成逸在宅介護支援センター                                       |
| 上京   | 第3番組  | 翔鸞   | しょうらん   | 京都市立翔鸞小学校                                                   | （現在も小学校）                                                                                                   |
| 上京   | 第4番組  | 嘉楽   | からく       | 京都市立嘉楽中学校                                                   | （現在は中学校）                                                                                                   |
| 上京   | 第5番組  | 西陣   | にしじん     | 京都市立西陣小学校 （→京都市立西陣中央小学校）                       | （京都市 学校跡地活用の推進 活用対象校）                                                                           |
| 上京   | 第6番組  | 室町   | むろまち     | 京都市立室町小学校                                                   | （現在も小学校）                                                                                                   |
| 上京   | 第7番組  | 室町   | むろまち     | 京都市立室町小学校                                                   | （現在も小学校）                                                                                                   |
| 上京   | 第13番組 | 室町   | むろまち     | 京都市立室町小学校                                                   | （現在も小学校）                                                                                                   |
| 上京   | 第8番組  | 仁和   | にんな       | 京都市立仁和小学校                                                   | （現在も小学校）                                                                                                   |
| 上京   | 第9番組  | 仁和   | にんな       | 京都市立仁和小学校                                                   | （現在も小学校）                                                                                                   |
| 上京   | 第10番組 | 正親   | せいしん     | 京都市立正親小学校                                                   | （現在も小学校）                                                                                                   |
| 上京   | 第11番組 | 桃薗   | とうえん     | 京都市立桃薗小学校 （→京都市立西陣中央小学校）                       | 京都市立西陣中央小学校                                                                                             |
| 上京   | 第12番組 | 小川   | おがわ       | 京都市立小川小学校 （→京都市立新町小学校）                           | 京都市立みつば幼稚園 京都市小川特別養護老人ホーム 小川老人デイサービスセンター 小川在宅介護支援センター            |
| 上京   | 第14番組 | 出水   | でみず       | 京都市立出水小学校 （→京都市立二条城北小学校）                       | 京都市立二条城北小学校                                                                                             |
| 上京   | 第15番組 | 聚楽   | じゅらく     | 京都市立聚楽小学校 （→京都市立西陣中央小学校）                       | （京都市 学校跡地活用の推進 活用対象校）                                                                           |
| 上京   | 第16番組 | 中立   | ちゅうりつ   | 京都市立中立小学校 （→京都市立新町小学校）                           | 京都市立新町小学校                                                                                                 |
| 上京   | 第17番組 | 待賢   | たいけん     | 京都市立待賢小学校 （→京都市立二条城北小学校）                       | 京都市発達障害者支援センター「かがやき」 （京都市 学校跡地活用の推進 活用対象校）                                  |
| 上京   | 第18番組 | 滋野   | しげの       | 京都市立滋野中学校 （→京都市立上京中学校 ・京都市立京都御池中学校）  | 京都まなびの街生き方探究館                                                                                         |
| 上京   | 第19番組 | 滋野   | しげの       | 京都市立滋野中学校 （→京都市立上京中学校 ・京都市立京都御池中学校）  | 京都まなびの街生き方探究館                                                                                         |
| 上京   | 第20番組 | 梅屋   | うめや       | 京都市立梅屋小学校 （→京都市立御所南小学校）                         | 京都第二赤十字病院 救命救急センター 京（みやこ）あんしんこども館 梅屋広場                                          |
| 上京   | 第21番組 | 竹間   | ちっかん     | 京都市立竹間小学校 （→京都市立御所南小学校）                         | 京都市立竹間富有小学校 → 京都市子育て支援総合センターこどもみらい館 京都市立中京もえぎ幼稚園 竹間公園              |
| 上京   | 第22番組 | 富有   | ふゆう       | 京都市立富有小学校 （→京都市立御所南小学校）                         | 京都市立御所南小学校                                                                                               |
| 上京   | 第23番組 | 教業   | きょうぎょう | 京都市立教業小学校 （→京都市立洛中小学校）                           | （京都市 学校跡地活用の推進 活用対象校）                                                                           |
| 上京   | 第24番組 | 城巽   | じょうそん   | 京都市立城巽中学校 （→京都市立京都御池中学校）                       | 京都市立京都御池中学校 → 京都市立京都堀川音楽高等学校                                                              |
| 上京   | 第25番組 | 龍池   | たついけ     | 京都市立龍池小学校 （→京都市立御所南小学校）                         | 京都国際マンガミュージアム                                                                                         |
| 上京   | 第26番組 | 初音   | はつね       | 京都市立初音中学校 （→京都市立京都御池中学校）                       | こども相談センター パトナ 京都市立洛風中学校 京都万華鏡ミュージアム                                                |
| 上京   | 第27番組 | 柳池   | りゅうち     | 京都市立柳池中学校 （→京都市立京都御池中学校）                       | 京都市立京都御池中学校                                                                                             |
| 上京   | 第28番組 | 京極   | きょうごく   | 京都市立京極小学校                                                   | （現在も小学校）                                                                                                   |
| 上京   | 第29番組 | 京極   | きょうごく   | 京都市立京極小学校                                                   | （現在も小学校）                                                                                                   |
| 上京   | 第30番組 | 春日   | かすが       | 京都市立春日小学校 （→京都市立御所南小学校）                         | 総合地球環境学研究所 → 京都市立御所東小学校                                                                        |
| 上京   | 第31番組 | 銅駝   | どうだ       | 京都市立銅駝中学校 （→京都市立柳池中学校）                           | 京都市立銅駝美術工芸高等学校                                                                                       |
| 上京   | 第32番組 | 川東   | かわひがし   | 京都市立錦林小学校                                                   | （現在も小学校）                                                                                                   |
| 上京   | 第33番組 | 新洞   | しんとう     | 京都市立新洞小学校 （→京都市立錦林小学校）                           | （京都市 学校跡地活用の推進 活用対象校）                                                                           |
| 下京   | 第1番組  | 乾     | いぬい       | 京都市立乾小学校 （→京都市立洛中小学校）                             | 京都市立洛中小学校                                                                                                 |
| 下京   | 第2番組  | 本能   | ほんのう     | 京都市立本能小学校 （→京都市立高倉小学校）                           | 本能特別養護老人ホーム 本能老人デイサービスセンター 本能在宅介護支援センター 京都市立堀川高等学校 本能館           |
| 下京   | 第3番組  | 明倫   | めいりん     | 京都市立明倫小学校 （→京都市立高倉小学校）                           | 京都芸術センター                                                                                                   |
| 下京   | 第4番組  | 日彰   | にっしょう   | 京都市立日彰小学校 （→京都市立高倉小学校）                           | 京都市立高倉小学校                                                                                                 |
| 下京   | 第5番組  | 生祥   | せいしょう   | 京都市立生祥小学校 （→京都市立高倉小学校）                           | 地域教育専門主事室                                                                                                 |
| 下京   | 第6番組  | 立誠   | りっせい     | 京都市立立誠小学校 （→京都市立高倉小学校）                           | 立誠ガーデン ヒューリック京都                                                                                      |
| 下京   | 第7番組  | 郁文   | いくぶん     | 京都市立郁文中学校 （→京都市立下京中学校）                           | 京都市立洛友中学校                                                                                                 |
| 下京   | 第8番組  | 格致   | かくち       | 京都市立格致小学校 （→京都市立洛央小学校）                           | 京都市立北総合支援学校 中央分校                                                                                    |
| 下京   | 第9番組  | 成徳   | せいとく     | 京都市立成徳中学校 （→京都市立下京中学校）                           | 京都文化協会 市民大学院事務局                                                                                      |
| 下京   | 第10番組 | 豊園   | ほうえん     | 京都市立豊園小学校 （→京都市立洛央小学校）                           | 京都市立洛央小学校                                                                                                 |
| 下京   | 第11番組 | 開智   | かいち       | 京都市立開智小学校 （→京都市立洛央小学校）                           | 京都市学校歴史博物館                                                                                               |
| 下京   | 第12番組 | 永松   | ながまつ     | 京都市立永松小学校 （→京都市立開智小学校）                           | 京都市総合教育センター                                                                                             |
| 下京   | 第13番組 | 醒泉   | せいせん     | 京都市立醒泉小学校 （→京都市立下京雅小学校）                         | 京都市立下京雅小学校                                                                                               |
| 下京   | 第14番組 | 修徳   | しゅうとく   | 京都市立修徳小学校 （→京都市立洛央小学校）                           | 修徳特別養護老人ホーム 修徳老人デイサービスセンター 修徳在宅介護支援センター・修徳児童館 京都市下京図書館 修徳公園 |
| 下京   | 第15番組 | 有隣   | ゆうりん     | 京都市立有隣小学校 （→京都市立洛央小学校）                           | （京都市 学校跡地活用の推進 活用対象校）                                                                           |
| 下京   | 第16番組 | 尚徳   | しょうとく   | 京都市立尚徳中学校 （→京都市立下京中学校）                           | 京都市立下京中学校                                                                                                 |
| 下京   | 第17番組 | 稚松   | わかまつ     | 京都市立稚松小学校 （→京都市立六条院小学校 →京都市立下京渉成小学校） | 京都市立六条院小学校 →崇仁保育所移転予定地                                                                         |
| 下京   | 第18番組 | 菊浜   | きくはま     | 京都市立菊浜小学校 （→京都市立六条院小学校）                         | ひと・まち交流館 京都                                                                                              |
| 下京   | 第19番組 | 植柳   | しょくりゅう | 京都市立植柳小学校 （→京都市立下京渉成小学校）                       | デュシタニ京都 |
| 下京   | 第20番組 | 皆山   | かいざん     | 京都市立皆山中学校 （→京都市立下京中学校）                           | 京都市立下京渉成小学校                                                                                             |
| 下京   | 第21番組 | 安寧   | あんねい     | 京都市立安寧小学校 （→京都市立梅小路小学校）                         | （京都市 学校跡地活用の推進 活用対象校）                                                                           |
| 下京   | 第22番組 | 淳風   | じゅんぷう   | 京都市立淳風小学校 （→京都市立下京雅小学校）                         | 淳風bizQ |
| 下京   | 第32番組 | 淳風   | じゅんぷう   | 京都市立淳風小学校 （→京都市立下京雅小学校）                         | 淳風bizQ |
| 下京   | 第23番組 | 梅逕   | ばいけい     | 京都市立梅逕中学校 （→京都市立下京中学校）                           | 梅逕歴史資料室 |
| 下京   | 第24番組 | 有済   | ゆうさい     | 京都市立有済小学校 （→京都市立白川小学校 → 東山開睛館）              | 京阪ホールディングスにより再開発予定 （京都市 学校跡地活用の推進 活用対象校）                                      |
| 下京   | 第25番組 | 粟田   | あわた       | 京都市立粟田小学校 （→京都市立白川小学校 → 東山開睛館）              | 京都市立白川小学校 → THE HOTEL HIGASHIYAMA by Kyoto Tokyu Hotel （東急ホテルズ）                                   |
| 下京   | 第26番組 | 新道   | しんみち     | 京都市立新道小学校 （→東山開睛館）                                   | カペラ京都 |
| 下京   | 第27番組 | 安井   | やすい       | 京都市立清水小学校 （→東山開睛館）                                   | ザ・ホテル青龍 京都清水 （NTT都市開発）                                                                            |
| 下京   | 第28番組 | 六原   | ろくはら     | 京都市立六原小学校 （→東山開睛館）                                   | 東山開晴館 六原学舎                                                                                                |
| 下京   | 第29番組 | 貞教   | ていきょう   | 京都市立貞教小学校 （→京都市立東山小学校 → 東山開睛館）              | 京都市立一橋小学校 → 京都美術工芸大学 京都東山キャンパス                                                           |
| 下京   | 第30番組 | 修道   | しゅうどう   | 京都市立修道小学校 （→京都市立東山小学校 → 東山開睛館）              | 京都市立東山総合支援学校                                                                                           |
| 下京   | 第31番組 | 一橋   | いっきょう   | 京都市立一橋小学校 （→京都市立東山泉小中学校）                       | 京都市立東山泉小中学校 西校舎                                                                                      |
| 下京   | 第33番組 | 弥栄   | やさか       | 京都市立弥栄中学校 （→東山開睛館）                                   | 漢検漢字博物館・図書館                                                                                             |